# Paul Maitla
Paul „Kugelblitz” Maitla (urodzony jako Paul Mathiesen) (ur. 27 marca 1913 w miejscowości Kärkna w Estonii, w granicach Rosji, zm. 10 maja 1945 w rejonie Kolina w Czechach) – estoński wojskowy (kapitan), dowódca 1 batalionu 45 Pułku Grenadierów SS „Estland” w 20 Dywizji Grenadierów SS, a następnie 45 Pułku Grenadierów SS „Estland” podczas II wojny światowej.
Służył w armii estońskiej, dochodząc do stopnia kapitana. W październiku 1942 r. wstąpił ochotniczo do Legionu Estońskiego SS. Od kwietnia 1944 r. dowodził 1 batalionem 45 Pułku Grenadierów SS „Estland” w 20 Dywizji Grenadierów SS w stopniu Waffen-Hauptsturmführera der SS, a następnie 45 Pułku Grenadierów SS „Estland” w stopniu Waffen-Sturmbannführera der SS. 23 sierpnia 1944 r. jako jeden z 4 Estończyków został odznaczony Krzyżem Rycerskim Żelaznego Krzyża za odzyskanie kontratakiem strategicznych wzgórz podczas bitwy pod Narwą. 9 maja 1945 r. wraz z 4 innymi estońskimi żołnierzami został aresztowany przez czeskich partyzantów komunistycznych i zabity następnego dnia.